# Entwicklungshölle
Eine Entwicklungshölle, abgeleitet vom englischen Begriff development hell, oder auch development limbo, ist ein umgangssprachlicher Begriff, bekannt aus der Unterhaltungsbranche.
Es bezeichnet einen Zustand, in dem ein Entwicklungs- oder Entstehungsprozess im Gange ist (Dreharbeiten usw.), ohne oder mit ungewisser endgültiger Freigabe für die Produktion und Fertigstellung. Bereiche, in denen dieses Phänomen bekannt ist, sind Dreharbeiten oder die Produktion von Filmen oder Fernsehsendung.

## Merkmale
Die Bezeichnung kommt dann zur Anwendung, wenn sich die Überwindung dieser Phase als besonders schwierig und langwierig erweist oder auch trotz mitunter jahrelanger Bemühungen nicht gelingt. Sie ist üblicherweise gekennzeichnet durch geringe Fortschritte im Projektverlauf sowie häufige Konzeptüberarbeitungen und -änderungen.

## Andere Verwendung
Als „Entwicklungshölle“ wird umgangssprachlich auch die Phase eines Projektes bezeichnet, die intensiv mit Problemen zu kämpfen hat. So kann z. B. der sog. Spaghetticode in der Softwareprogrammierung zu Problemen (Zuständen) führen, die kaum lösbar sind oder nicht zum Abschluss kommen. Die Ursachen können technischer Natur sein oder durch mangelhaftes Management (Projektmanagement, Qualitätsmanagement, Prozessmanagement) verursacht werden. Gegebenenfalls können sie durch Verbesserungsmaßnahmen reduziert oder behoben werden.

## Anwendung und Bedeutung
Bei dem Begriff handelt es sich um einen Terminus der US-Filmbranche aus Hollywood. Dort steht die Bezeichnung für den Status zwischen dem Erwerb der Verfilmungsrechte an einem Werk (Drehbuch, literarische Vorlage, o. ä.) durch ein Filmstudio bis zur tatsächlichen Freigabe der Produktionsgelder und des Drehbeginns. Gelingt es nicht, die Drehfreigabe für das Projekt zu erhalten, gilt es als „in der Entwicklungshölle gefangen“. Die Gründe können vielfältig sein, etwa langwierige und häufige Überarbeitungen des Drehbuchs, fehlende Finanzierung, wechselnde Positionen im Produktionsteam oder Studiomanagement, Besetzungsprobleme sowie betriebswirtschaftliche Gründe, wie das Unterbinden von Konkurrenz für ein ähnlich gelagertes Projekt desselben Studios.

“Development Hell is one of those places that film-makers don’t want to be in. There’s a clue in the name. Yes, it’s Hell! Not actual fire and brimstone to be sure, but frustration, vexation, wounded egos, wasted time and money and more corporate Hollywood nonsense than you can shake a stick at. Development Hell is where film scripts go when movie executives can’t take the responsibility of giving a ‘green light’ to a project and part of the reason so many projects do end up in the Stygian darkness is that it’s easier to say ‘no’ than ‘yes’.”

„Die Entwicklungshölle ist einer dieser Orte, an denen Filmemacher nicht sein möchten. Ein Hinweis steckt bereits in der Bezeichnung. Ja, es ist die Hölle! Natürlich nicht echtes Feuer und Schwefel, sondern Frustration, Verdruss, verletzte Egos, verschwendete Zeit und Geld und noch eine ganze Menge weiterer Hollywoodkonzern-Unsinn. Die Entwicklungshölle ist dort, wo Filmskripte hingehen, wenn Entscheider nicht die Verantwortung für die Freigabe eines Projekts übernehmen wollen, und ein Grund, warum so viele Projekte in der infernalen Dunkelheit enden, ist, dass es einfacher ist ‚Nein‘ zu sagen als ‚Ja‘.“

Infolgedessen kann es auch dazu kommen, dass ein Filmstudio das Projekt vollständig aufgibt. In einigen Fällen kann es zur Wiederaufnahme des Projekts durch ein anderes Studio kommen (Turnaround), wodurch der Prozess von Neuem beginnt, mitunter aber auch erfolgreich zu Ende geführt wird. Ein Beispiel hierfür ist die Produktion des Films E.T. – Der Außerirdische, der von Columbia Pictures fallen gelassen, schließlich von Universal Pictures übernommen und zu einem der erfolgreichsten Filme der 1980er Jahre wurde. Ein Beispiel für eine besonders langanhaltende Entwicklungszeit war die Verfilmung der Kurzgeschichte Der seltsame Fall des Benjamin Button, deren Verfilmungsrechte sich das Studio Paramount Pictures bereits erstmals kurz nach der Veröffentlichung im Jahr 1922 sicherte, die jedoch erst 2008 als Film des Regisseurs David Fincher in die Kinos kam.
Im Computerspielsektor findet der Begriff ebenfalls Anwendung bei Projekten, die lange in der Entwicklung sind, zahlreiche Konzeptänderungen bis hin zur Neuausrichtung durchlaufen und/oder von einem anderen Entwicklungsstudio weitergeführt werden. Projekte, deren Entwicklung öffentlich bekannt wurde und die sich seitdem besonders lange in der Entwicklungshölle befinden, werden häufig auch als Vaporware bezeichnet, etwa die Science-Fiction-Flugsimulation Star Citizen oder das Actionspiel Duke Nukem Forever, das von der ersten Ankündigung im Jahr 1997 bis zum Erscheinen 2011 über 14 Jahre in der Entwicklung war. Der Entwicklungszeitraum war unter anderem von mehreren Technikwechseln und der Schließung des ursprünglichen Entwicklerstudios gekennzeichnet. Ein jüngeres Beispiel einer Entwicklungshölle im Computerspielsektor stellte Final Fantasy XV dar. Im Jahre 2006 als Final Fantasy Versus XIII angekündigt, verblieb das Spiel bis 2013 weitestgehend in der Planungsphase, erhielt 2014 einen neuen Produzenten, litt unter diversen, drastischen Storyänderungen selbst noch im Erscheinungsjahr und erschien schließlich im November 2016 aus Zeitgründen drastisch gekürzt. Das PC-Strategie-Spiel Jagged Alliance 3 benötigte, nachdem es im Jahr 2004 angekündigt wurde, knapp 20 Jahre bis zur Veröffentlichung.

## Rezeption
Unter dem Titel Development Hell führte der Journalist und Drehbuchautor Brad Schreiber im US-amerikanischen Wochenmagazin Entertainment Today ab 1995 eine Medien- und Politikkolumne. In den Anfängen der Kolumne verglich Schreiber unter anderem neuveröffentlichte Filme mit den ursprünglichen Drehbüchern. Die 2013 veröffentlichte Webserie Development Hell beschäftigt sich ebenfalls thematisch mit dem Phänomen der Entwicklungshölle.